# Bob vid olympiska vinterspelen 1936
Bob vid olympiska vinterspelen 1936 omfattade två tävlingar. Tävlingarna hölls den 11 och 13 februari 1936.

## Medaljörer
| Spel                          | Guld                                                              | Silver                                                              | Brons                                                                  |
| Herrar, fyramanna Detaljer... | Schweiz Pierre Musy Arnold Gartmann Charles Bouvier Joseph Beerli | Schweiz Reto Capadrutt Hans Aichele Fritz Feierabend Hans Bütikofer | Storbritannien Frederick McEvoy James Cardno Guy Dugdale Charles Green |
| Herrar, tvåmanna Detaljer...  | USA Ivan Brown Alan Washbond                                      | Schweiz Fritz Feierabend Joseph Beerli                              | USA Gilbert Colgate Richard Lawrence                                   |

## Deltagande länder
Liechtenstein, Luxemburg och Nederländerna deltog bara i två-manna-tävlingen. 23 bobåkare deltog I båda tävlingarna.
Totalt deltog 99 åkare från 13 länder:
- Österrike (12)
- Belgien (8)
- Tjeckoslovakien (8)
- Frankrike (10)
- Tyskland (10)
- Storbritannien (4)
- Italien (10)
- Liechtenstein (2)
- Luxemburg (4)
- Nederländerna (2)
- Rumänien (9)
- Schweiz (9)
- USA (11)

## Medaljställning
| Pl. | Nation         | Guld | Silver | Brons | Totalt |
| --- | -------------- | ---- | ------ | ----- | ------ |
| 1   | Schweiz        | 1    | 2      | 0     | 3      |
| 2   | USA            | 1    | 0      | 1     | 2      |
| 3   | Storbritannien | 0    | 0      | 1     | 1      |